# 以色列—毛里塔尼亚关系
以色列—毛里塔尼亚关系指以色列国与毛里塔尼亚伊斯兰共和国之间的历史及当前双边关系。在六日战争期间，毛里塔尼亚作为参战方对以色列宣战。1999年，毛里塔尼亚成为阿拉伯国家联盟中继埃及和约旦之后第三个承认以色列为主权国家的成员国。但在2008年加沙战争后，毛里塔尼亚于2009年撤回对以色列的承认，并于2010年3月断绝所有关系。

## 历史

### 战争状态
1967年六日战争期间，毛里塔尼亚追随阿拉伯国家联盟集体决议（毛里塔尼亚直至1973年11月才被接纳为阿盟成员）对以色列宣战，直到1991年才撤销宣战声明。
关于战争状态的公开信息很少。以色列方面在长达约32年的时间内，从1967年到1999年初，似乎始终没有意识到战争状态仍在持续。
1990年代中期，两国关系开始改善，1995年和1996年，毛里塔尼亚与以色列进行了秘密会谈，据称由毛里塔尼亚总统马维亚·乌尔德·西德·艾哈迈德·塔亚发起。1996年，两国通过在对方首都的西班牙大使馆内互设非正式“利益代表处”。

### 建交
1999年10月28日，毛里塔尼亚成为继埃及、约旦之后，阿拉伯国家联盟中第三个承认以色列主权国家地位的成员。1999年10月，两国建立全面外交关系。时任总统马维亚·乌尔德·西德·艾哈迈德·塔亚作出这一官方承认，同时配合美国开展反恐行动。1999年10月28日，双方在华盛顿哥伦比亚特区签署了全面建交文件。
2005年8月正义与民主军事委员会发动政变推翻塔亚总统后，仍然维持对以色列的承认。

### 关系中止
为回应2008年12月爆发的加沙战争，毛里塔尼亚于2009年1月冻结与以色列的关系。2009年2月，毛里塔尼亚召回驻以色列大使。同年3月6日，以色列驻努瓦克肖特大使馆人员被驱逐，并要求48小时内离境。以色列外交部宣布当晚正式关闭使馆。2010年3月21日，两国完全断绝外交关系。
2020年8月，以色列与阿拉伯联合酋长国达成和平协议后，毛里塔尼亚外交部表示，该国相信阿联酋领导层与以色列签署关系正常化协议的“智慧与明智判断”，并强调“阿联酋在开展对外关系及评估立场时拥有绝对主权和完全独立性，此举符合其国家利益及阿拉伯整体利益”。但2023年3月，毛里塔尼亚政府澄清未与以色列就关系正常化进行任何磋商。
2023年10月加沙战争爆发后，毛里塔尼亚政府谴责以色列的军事行动，称其涉嫌“种族灭绝”。2024年8月，毛里塔尼亚外交部谴责哈尼亚遇刺事件，称该刺杀“破坏终止中东暴力及加沙持续种族灭绝的努力”，并指其“违反道德准则与外交规范”。